# Olympique de Marseille (femminile)
L'Olympique de Marseille, meglio noto in lingua italiana come Olympique Marsiglia e spesso abbreviato in OM, è una squadra di calcio femminile professionistico francese, sezione femminile dell'omonimo club con sede a Marsiglia. Milita in Première Ligue, massima serie del campionato francese femminile di calcio.
Fondata nel 1920, fu una delle squadre pionieristiche del calcio femminile francese, disputando il campionato di vertice nazionale dall'edizione 1975-1976 alla 1982-1983 rimanendo formalmente attiva fino allo scioglimento del 1986 per essere in seguito rifondata nel 2011. Dopo essere ritornata in Division 1 Féminine, l'allora denominazione del massimo livello del campionato francese, ottenendo un ottimo 4º posto nel campionato 2016-2017 per poi ridiscescendere in cadetteria dopo un'altra sola stagione di D1, riconquista la massima divisione, con la nuova denominazione Première Ligue, dall'edizione 2025-2026.

## Palmarès
- Campionato francese di seconda divisione: 3

2015-2016, 2018-2019, 2024-2025

## Organico

### Rosa 2024-2025
Rosa e numeri come da sito ufficiale integrati dal sito Footoféminin.fr, aggiornati al 1º gennaio 2025.
| N. |                    | Ruolo | Calciatrice        |
| -- | ------------------ | ----- | ------------------ |
| 1  | Ucraina (bandiera) | P     | Kateryna Boklach   |
| 3  | Irlanda (bandiera) | D     | Lucia Lobato       |
| 4  | Haiti (bandiera)   | D     | Tabita Joseph      |
| 5  | Haiti (bandiera)   | C     | Maudeline Moryl    |
| 6  | Francia (bandiera) | C     | Aurore Paprzycki   |
| 7  | Francia (bandiera) | C     | Tess Laplacette    |
| 9  | Senegal (bandiera) | A     | Mama Diop          |
| 10 | Senegal (bandiera) | C     | Ndeye Awa Diakhaté |
| 11 | Francia (bandiera) | A     | Coralie Monguillon |
| 12 | Algeria (bandiera) | D     | Roselène Khezami   |
| 14 | Francia (bandiera) | C     | Jenny Perret       |
| 15 | Francia (bandiera) | D     | Ninon Blanchard    |
| 16 | Francia (bandiera) | P     | Elisa Gautier      |

| N. |                    | Ruolo | Calciatrice           |
| -- | ------------------ | ----- | --------------------- |
| 17 | Francia (bandiera) | C     | Laura Bourgouin       |
| 18 | Francia (bandiera) | A     | Marie-Charlotte Léger |
| 19 | Haiti (bandiera)   | A     | Chelsea Domond        |
| 20 | Marocco (bandiera) | C     | Inès Kbida            |
| 22 | Francia (bandiera) | D     | Roxane Couasnon       |
| 24 | Francia (bandiera) | A     | Dona Scannapieco      |
| 25 | Francia (bandiera) | D     | Carla Giaimo          |
| 29 | Haiti (bandiera)   | A     | Darlina Joseph        |
| 30 | Francia (bandiera) | P     | Charlotte Verdier     |
|    | Francia (bandiera) | D     | Violette Gobert       |
|    | Francia (bandiera) | C     | Grazziella Mazza      |
|    | Francia (bandiera) | A     | Maëva Ferrat          |

### Rosa 2017-2018
Rosa e numeri come da sito ufficiale e sito Footoféminin.fr, aggiornati al 25 febbraio 2018.
| N. |                    | Ruolo | Calciatrice                  |
| -- | ------------------ | ----- | ---------------------------- |
| 1  | Francia (bandiera) | P     | Maureen Saint-Léger          |
| 2  | Canada (bandiera)  | C     | Marie-Yasmine Alidou d'Anjou |
| 3  | Francia (bandiera) | D     | Anaïs M'Bassidjé             |
| 4  | Francia (bandiera) | D     | Maud Antoine                 |
| 5  | Francia (bandiera) | D     | Amandine Blanc               |
| 6  | Francia (bandiera) | A     | Viviane Asseyi               |
| 7  | Francia (bandiera) | C     | Nora Coton-Pélagie           |
| 8  | Messico (bandiera) | C     | Cristina Ferral              |
| 9  | Francia (bandiera) | C     | Jamila Hamidou               |
| 10 | Francia (bandiera) | A     | Charlotte Lozé               |
| 11 | Francia (bandiera) | A     | Cindy Caputo                 |
| 12 | Francia (bandiera) | A     | Mickäella Cardia             |

| N. |                    | Ruolo | Calciatrice            |
| -- | ------------------ | ----- | ---------------------- |
| 13 | Francia (bandiera) | D     | Tess Laplacette        |
| 14 | Francia (bandiera) | D     | Kelly Gadéa            |
| 16 | Canada (bandiera)  | P     | Geneviève Richard      |
| 17 | Francia (bandiera) | C     | Lalia Dali-Storti      |
| 18 | Francia (bandiera) | A     | Namnata Traoré         |
| 20 | Francia (bandiera) | C     | Caroline Pizzala       |
| 21 | Islanda (bandiera) | A     | Fanndís Friðriksdóttir |
| 23 | Francia (bandiera) | D     | Hawa Cissoko           |
| 24 | Francia (bandiera) | D     | Amandine Soulard       |
| 27 | Francia (bandiera) | D     | Maëlle Lakrar          |
| 28 | Francia (bandiera) | A     | Sandrine Brétigny      |
|    | Francia (bandiera) | P     | Laurie Lucidi          |